# Райна Цанева
Райна Христова Цанева е българска общественичка и дарителка, участничка в женското движение.

## Биография
Родена е през 1886 година в град Кюстендил. Завършва девическото петокласно училище в родния си град и колеж „Дом, майка и дете" във Виена (Австрия). От 1920 година започва да отглежда в бащината си къща сираци от Първата световна война (1915 – 18). На 7 юни 1921 година участва в основаването на сиропиталище „Милосърдие" в Кюстендил, в закупената с помощта на общината къща. Като директорка на сиропиталището през 1932 година дава всичките си средства и с подкрепата на кюстендилската общественост успява да построи нова сграда за своите питомци. По нейна инициатива е създадено и „Летовище" в Хисарлъка – двуетажна постройка, където възпитаниците ѝ лятно време укрепват сред природата.
Удостоена е със званието „почетен гражданин на Кюстендил“ през 1988 година.